# Theophilus Cibber
Theophilus Cibber (25 ou 26 de novembro de 1703  — outubro de 1758) foi um ator, dramaturgo, e autor inglês.
Filho do ator-empresário Colley Cibber. Ele começou a atuar jovem e seguiu seu pai na gestão teatral. Em 1727, Alexander Pope satirizou Theophilus Cibber em seu Dunciad como um jovem que "empurra sua pessoa bem na sua cara" (III 132). No palco, ele era famoso por interpretar Pistol em Henrique IV, Parte 2, de William Shakespeare, e alguns dos papéis cômicos que seu pai desempenhara quando mais jovem, mas os críticos o acusavam de enfatizar demais. Sua vida privada mais tarde levou Theophilus à má reputação e ao escândalo. Ele morreu em um naufrágio durante a viagem para a Irlanda e uma temporada em Dublin.

## Juventude e carreira
Theophilus Cibber nasceu durante a Grande Tempestade de 1703 e começou a atuar no Teatro Drury Lane aos 16 anos em 1721. Quando jovem, Cibber era um libertino notório, associado a rapazes de mentalidade e reputação semelhantes, como o duque de Wharton .

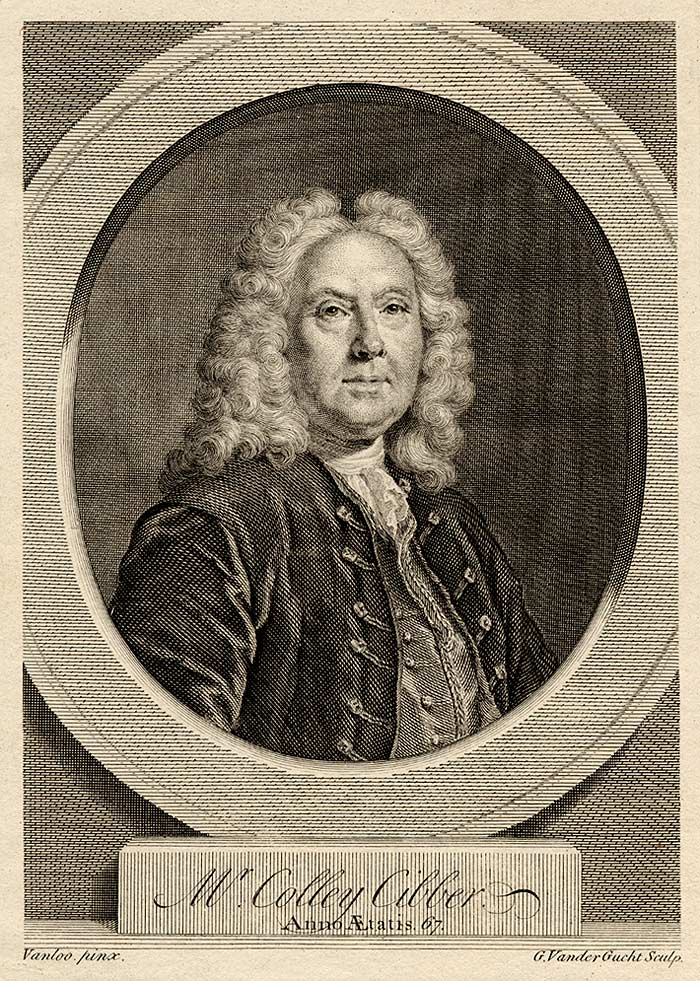
Colley Cibber, pai de Theophilus
Gravura de Gerard Van der Gucht, em homenagem a Jean Baptiste van Loo

Como filho de Catherine e Colley Cibber, um dos gerentes do teatro, Theophilus envolveu-se na gestão de Drury Lane. Em 1723, ele se tornou gerente da temporada de verão e em 1727 tornou-se gerente assistente durante a temporada regular. Em 1732, um dos gerentes, Barton Booth, vendeu sua parte para John Highmore, e outro dos gerentes, Robert Wilks, adoeceu e morreu. Colley Cibber ficou desencantado com o envolvimento da viúva de Wilks, por meio de seu representante John Ellys, na gestão da empresa. Ele saiu da administração e arrendou sua participação na empresa para o filho. Theophilus Cibber assumiu a gestão do teatro durante a temporada de 1732-33, até que adoeceu. As ações de Ellys e Highmore em sua ausência, que parecem ter sido amplamente centradas em economizar ou ganhar dinheiro, irritaram Theophilus e o atrito aumentou entre eles. Os outros gerentes abordaram a Colley Cibber  e se ofereceram para comprar suas ações. Sem consultar Theophilus, Colley Cibber vendeu sua parte por 3.000 guinéus, e eles prontamente avisaram Theophilus. Theophilus liderou os atores em uma greve e eles se estabeleceram como uma companhia teatral rival, ainda que informal, no Haymarket . Os Cibbers solicitaram uma carta-patente para atuar no Haymarket, mas ela foi recusada, e os gerentes de Drury Lane tentaram fechar a Cibber conspirando para a prisão de seu ator principal, John Harper, sob a acusação de vadiagem. A opinião pública balançou para o lado de Theophilus e Harper foi libertado. Os gerentes de Drury Lane foram derrotados e Theophilus recuperou o controle da empresa em seus próprios termos.
Theophilus casou-se com a atriz Jane Johnson e eles tiveram quatro filhos: Colley George em 1726, Catherine em 1727, Jane em 1729 e Elizabeth em 1732. Colley George e Catherine morreram na infância, e sua mãe morreu aos 26 anos, logo após o nascimento de Elizabeth, de febre puerperal. Jane e Elizabeth foram criadas na casa de seu avô, Colley Cibber.

## Escândalo de adultério

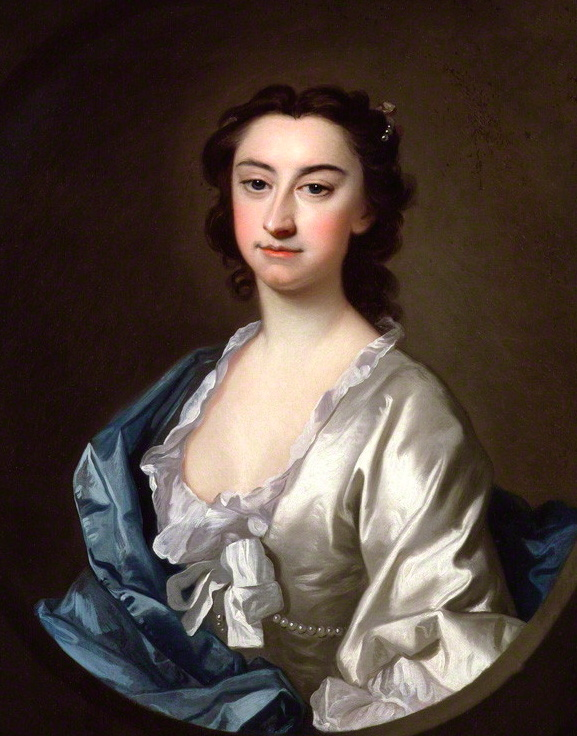
Susannah Maria Cibber, segunda esposa de Theophilus
Retrato de Thomas Hudson

Dois anos após a morte de sua primeira esposa, Jane, Cibber se casou com a cantora e atriz Susannah Maria Arne, irmã do músico Thomas Arne, em 21 de abril de 1734. Susannah Maria insistiu em um acordo pré-nupcial que protegia sua propriedade e renda, colocando-a nas mãos de dois curadores, que a liberaram em pequenas quantias. Theophilus não tinha acesso ao dinheiro, e o acordo estipulava que, se ela morresse sem filhos, o dinheiro seria herdado por seus pais e não por seu marido. Eles tiveram dois filhos, Susannah em 1735 e Caius-Gabriel em 1736, mas ambos morreram com menos de um ano.
Theophilus e Susannah Maria eram membros da companhia de teatro Drury Lane, administrada por ele. A partir de 1735, Cibber começou a tirar os ganhos de sua esposa do teatro pessoalmente, ignorando o acordo de casamento, e em 1737 ele já estava vendendo roupas e objetos pessoais para ganhar dinheiro. Em 1738, o casal se envolveu em um processo judicial notório que chamou a atenção do público para a conivência de Cibber com o adultério de sua esposa. Os Cibbers haviam estabelecido um ménage à trois com John Sloper, um escudeiro do campo, de quem Theophilus aceitava dinheiro. Os três estabeleceram casa juntos em Kensington, para a qual Sloper pagou o aluguel e manutenção, até que Cibber fugiu para a França para escapar de seus credores. Para sua tristeza, Susannah Maria escreveu-lhe uma carta para dizer que o estava deixando por Sloper.
Cibber voltou para a Inglaterra e começou a negociar um acordo com Susannah Maria e Sloper, pontuado por uma tentativa absurda, mas bem-sucedida, de sequestrar Susannah Maria da casa de campo de Sloper, que terminou com os três permanecendo na mesma pousada, apesar de Sloper disparar uma pistola acima da cabeça de Cibber. Theophilus confinou sua esposa em uma casa em Wild Court, Great Wild Street, de onde ela foi resgatada por seu irmão Thomas, que invadiu e nocauteou o guarda. Theophilus prendeu Thomas temporariamente em Bridewell, e Susannah Maria voltou para Sloper.  Tornando-se ganancioso, Cibber processou Sloper por £ 5.000 por danos por conversa criminosa, que ele descreveu como uma ameaça para "sua paz de espírito, sua felicidade e suas esperanças de posteridade". A acusação produziu testemunhas, os guardas da casa, o Sr. e a Sra. Hayes, que admitiram espionar Sloper e a Sra. Cibber através de uma divisória de lambril, estabelecendo assim o adultério sem sombra de dúvida. O advogado de defesa de Sloper rebateu chamando a governanta de Kensington, Anne Hopson, que testemunhou que Cibber recebeu dinheiro de Sloper com pleno conhecimento do caso de sua esposa. A defesa disse de Cibber: "Ele pega seu dinheiro, deixa-o sustentar sua família, entrega sua esposa a ele, e então vai a tribunal para obter justiça, para reparação por danos." O advogado concluiu que "não há denominação em moeda suficientemente pequena para dar em danos". O júri concordou e concedeu a Cibber uma quantia nominal de £ 10.

## Declínio
Sloper retirou-se para o campo e Susannah desistiu de se apresentar por um tempo. Quando Cibber apareceu como Lord Foppington em The Relapse at Drury Lane, ele foi atacado com frutas e lixo. No ano seguinte, 1739, Cibber moveu uma ação contra Sloper por £10.000 por "deter" sua esposa. Desta vez, ele foi indenizado em £500. Susannah foi para a Irlanda e uma temporada de shows com Handel enquanto o escândalo morria, mas depois voltou a ter uma carreira de sucesso em Drury Lane, trabalhando com David Garrick e se tornando famosa como uma atriz trágica. Cibber perdeu sua influência no teatro e passou os anos restantes trocando de teatro em teatro, interpretando ocasionalmente.  Seu estilo de atuação exagerado estava fora de moda e impopular, e ele bebia em excesso.
Seu pai morreu em 11 de dezembro de 1757, deixando Theophilus com apenas £50 em seu testamento, e no dia seguinte Theophilus escreveu ao Lord Chamberlain, o Duque de Newcastle, pedindo trabalho em um teatro. O discurso fúnebre de Theophilus a seu pai, feito no palco vestido de luto, não foi um sucesso, e ele foi forçado a procurar trabalho em outro lugar. Thomas Sheridan ofereceu-lhe trabalho no Smock Alley Theatre em Dublin . Na viagem à Irlanda, seu navio, o Dublin Trader, com cerca de 60 passageiros a bordo, afundou em uma tempestade e naufragou na costa escocesa. Ele estava perdido no mar.

## Autoria
Aos 17 anos, Cibber adaptou Henrique VI de Shakespeare , An Historical Tragedy of the Civil Wars in Reign of King Henry VI. Mais tarde, ele adaptou Romeu e Julieta, no qual interpretou Romeu ao lado de sua filha de 14 anos, Jenny, como Julieta.  As peças de Theophilus, que incluem a ópera balada Patie e Peggie, a comédia The Lover, a farsa The Auction e a pantomima The Harlot's Progress, não têm grande mérito. Foram publicadas em uma edição moderna por David Mann em 1981.
A autoria de Theophilus de Lives of the Poets of Great Britain and Ireland, to the Time of Dean Swift (1753) é disputada; Samuel Johnson afirmou que foi escrito por Robert Shiels . A maior parte do texto foi retirada de trabalhos anteriores de Gerard Langbaine e Giles Jacob . Outras obras em nome de Theophilus são A Letter from Theophilus Cibber to John Highmore (1733), A Lick at a Liar: ou Calumny Detected. Being an Occasional Letter to a Friend (1752), An Epistle from Mr Theophilus Cibber to David Garrick, esq. (1755), e Two Dissertations on the Theatres (1756), que apesar do título tinha três partes.
Em abril de 1740, o pai de Theophilus publicou uma autobiografia, An Apology for the Life of Colley Cibber, Comedian, que foi um sucesso comercial. Pouco depois de seu lançamento, Theophilus elaborou uma proposta para sua própria autobiografia e começou a coletar adiantamentos de assinantes em potencial. Em julho, An Apology for the Life of Mr. T[heophilus] C[ibber], Comedian: Being a Proper Sequel to The Apology for the Life of Mr. Colley Cibber, Comedian, with an Historical View of the Stage to the Present Year / Supposed to be Written by Himself in the Style and Manner of the Poet Laureate, foi publicado, mas Theophilus não era o autor. Foi um ataque anônimo contra os Cibbers, inspirado na autobiografia succès de scandale de Colley Cibber. Theophilus alegou que devolveu as assinaturas e ameaçou os editores com uma ação judicial, mas nada resultou de suas ameaças. O autor nunca foi descoberto, sendo Henry Fielding suspeito. O biógrafo do século 20 de Fielding, Wilbur Lucius Cross, pensou que Fielding "não escreveu o livro, [mas] estava sem dúvida no segredo e pode ter emprestado sua ajuda aqui e ali".

## Papéis selecionadas
- Daniel em The Conscious Lovers, de Richard Steele (1722)
- Conde de Somerset em Sir Thomas Overbury por Richard Savage (1723)
- Toywell em A Wife to be Let, de Eliza Haywood (1723)
- Le Beau Apaixonado por uma Floresta de Charles Johnson (1723)
- Pert em The Impertinent Lovers, de Francis Hawling (1723)
- Ptolomeu em César no Egito por Colley Cibber (1724)
- Lord Toupet em The Rival Modes, de James Moore Smythe (1727)
- Bays in Bayes's Opera de Gabriel Odingsells (1730)
- Philander em The Triumphs of Love and Honor, de Thomas Cooke (1731)
- George Barnwell em The London Merchant de George Lillo (1731)
- Gaffer Dunfork em The Devil to Pay, de Charles Coffey (1732)
- Capitão Bellamant em O marido moderno, de Henry Fielding (1732)
- Jack Stocks in The Lottery de Henry Fielding (1732)
- Squire Chip em The Modish Couple, de James Miller (1732)
- Ramilie em The Miser, de Henry Fielding (1733)
- Looby Headpiece em The Mother-in-Law de James Miller (1734)
- Messala em Junius Brutus por William Duncombe (1734)
- Amasie em The Christian Hero, de George Lillo (1735)
- Martin em The Man of Taste de James Miller (1735)
- Capitão Spark em The Universal Gallant de Henry Fielding (1735)
- Nerestan em Zara por Aaron Hill (1736)
- Joculo em The Universal Passion de James Miller (1737)
- Julio em Art and Nature de James Miller (1738)
- Cibber, um comediante em The Coffee House, de James Miller (1738)
- Melisander em Agamenon por James Thomson (1738)